# DSR-precision DSR 1
Das DSR1 ist eine Familie von Scharfschützengewehren, die vom deutschen Unternehmen DSR-precision GmbH entwickelt und hergestellt wird. Die Vermarktung übernahm bis 2004 die Firma AMP Technical Services. Der Hersteller bezeichnet das DSR1 offiziell als Präzisionsschützengewehr.

## Technik

### Entwicklung und Technik
Das DSR1 wurde als kompakte Waffe konzipiert: Das Entwicklungsziel war eine Länge von weniger als einem Meter bei 650 mm Lauflänge im Kaliber .308 Winchester. Daher wurde es in der sogenannten Bullpup-Bauweise entwickelt.
Die Waffe wurde für das starke Kaliber .338 Lapua Magnum (8,6 × 70 mm) entwickelt und danach für weitere Kaliber modifiziert. Das Repetiergewehr ist mit einem freischwingenden Lauf ausgestattet und verwendet einen Verschluss, der mit sechs in zwei Reihen angeordneten Warzen direkt im Lauf verriegelt ist.
Der Kammerstängel ist – wie bei den meisten Militärrepetierern – gerade ausgeführt und relativ kurz, sitzt aber deutlich näher am Verschlusskopf, um Baulänge zu sparen. Das Griffstück besitzt einen großen Abzugsbügel, damit der Schütze die Waffe auch mit Handschuhen bedienen kann. Der Direktabzug ist wie die klappbare Schulterstütze vollkommen individuell einstellbar.

### Ausstattung und Erweiterungen
Das Präzisionsgewehr ist serienmäßig mit einem Erdsporn mit Schnell- und Feineinstellung sowie einem Zweibein ausgestattet. Das Zweibein ist bei dieser Waffe hängend gelagert und gewährleistet durch seine sphärische Aufhängung eine allseitige Beweglichkeit bei einer gleichzeitigen Reduzierung der Behinderung des Schützen. Für die Befestigung des Zielfernrohres (ZF) ist eine verlängerte Picatinny-Schiene installiert, die neben der Montage des ZF auch die Montage eines Nachtsichtgerätes ermöglicht.
Die Waffe wurde als modulares System aufgebaut: So kann problemlos zwischen den Kalibern .300 Winchester Magnum (7,62 × 67 mm), .308 Winchester (7,62 × 51 mm NATO) und .338 Lapua Magnum gewechselt werden, um die Waffe auf die jeweiligen Einsatzbedingungen abzustimmen. Für alle Varianten – außer dem DSR50 – ist ein Schalldämpfer verfügbar, der Mündungsknall und -feuer wirkungsvoll dämpft und so auch bei Verwendung normaler überschallschneller Munition zu einer Verschleierung der Position des Schützen beiträgt. Eine Besonderheit stellt die vordere Magazinhalterung dar, welche die Nachladezeit verringern soll und die Waffe bei der Handhabung ausbalanciert.

## Modellvarianten
Neben den normalen Varianten in den obengenannten Kalibern werden von DSR-precision zwei Sonderformen des DSR1 hergestellt:
- DSR1 Subsonic: Dabei handelt es sich um eine Variante mit integriertem Schalldämpfer. Die Besonderheit ist dabei, dass der Schalldämpfer den freischwingenden Lauf nicht berührt, sondern ihn nur umfasst und damit die Präzision der Waffe nicht beeinträchtigt. Der Schalldämpfer ist mit primären und sekundären Expansionskammern und einem Drosseleinsatz ausgestattet. Die Lauflänge beträgt – im einzigen als Subsonic erhältlichen Kaliber .308 Winchester – nur noch 310 mm. Um den Mündungs- und Überschallknall zu unterdrücken, ist die Verwendung von Unterschallmunition erforderlich, deren Verwendung der Hersteller ausdrücklich empfiehlt.[4]
- DSR50: Eine Version des DSR1 im schweren Kaliber 12,7 × 99 mm NATO. Diese Waffe wird hauptsächlich als Anti-materiel rifle und für sehr große Entfernungen eingesetzt.

## Nutzerländer
- Estland: Lokale Polizei (Spezialkommando K-Kommando)[5]
- Luxemburg: Unité Spéciale de la Police[6] der Police grand-ducale
- Malaysia: PASukan KhAs Udara (PASKAU) der Königlichen Malaysischen Luftstreitkräfte (TUDM)[7]
- Spanien: Grupo Especial de Operaciones (GEO) der Cuerpo Nacional de Policía (CNP)[8]
- Deutschland: GSG 9 der Bundespolizei[3]